# Vrijwilligerswerk
Vrijwilligerswerk kent geen eenduidige definitie. Wel kan er gezegd worden dat vrijwilligerswerk vier componenten bevat, zijnde:
1. het geheel van activiteiten die op vrijwillige basis worden uitgevoerd,
2. zonder financiële vergoeding (buiten eventuele onkostenvergoedingen),
3. in georganiseerd verband,
4. en met een maatschappelijk doel en voor anderen, hetzij individuen, groepen of de samenleving in haar geheel (maar zonder familieband, zie hiervoor mantelzorg).

Vrijwilligerswerk wordt steeds belangrijker in de samenleving. Mensen maken zich verdienstelijk met de zorg om de ander, de zorg om het milieu, inzet voor hulpbehoevenden, bescherming van monumenten, vredesactivisme of hulp aan mensen die illegaal in een land verblijven.
Vrijwilligers concentreren zich op hulpvragen die moeilijk of beter niet geprofessionaliseerd worden. (die luisterbereidheid en/of maatschappelijke betrokkenheid vergen) of op allerhande bestuurs-, organisatie- en vergadertaken in het verenigingsleven.
Sinds de industriële revolutie is het begrip 'arbeid' of 'werk' sterk verengd naar 'betaalde arbeid'. Vormen van niet-betaalde arbeid schoven naar de achtergrond of werden uitgesloten: vrijwilligerswerk, huishoudelijke arbeid, niet-marktgerichte en/of niet-winstgevende arbeid, en alle onofficieel betaalde arbeid of werk.
Aan het einde van de twintigste eeuw is vrijwilligerswerk weer opgewaardeerd, weliswaar meer als een economisch verantwoord alternatief dan als een uitdrukking van gemeenschaps- en burgerzin. Zo worden vrijwilligers in de hulpverlening ingeschakeld als goedkope ervaringsdeskundigen die de cliënt vanuit hun persoon benaderen.
Maar vrijwilligers buigen ook de nadelen van de verzorgingsstaat om tot iets wat hen sterker maakt. Waar het eerder de gewoonte was iets voor de medemens te betekenen, kan dit nu bezien worden als een prestatie waar men trots op is.
Zo zien mensen met een handicap of chronische ziekte het vrijwilligerswerk als een re-integratie in het arbeidscircuit of een opstap daarnaartoe. Psychiatrische cliënten kunnen via stapsgewijs en begeleid vrijwilligerswerk de lange weg terug aanvatten. Ook mensen die na een ongeval lange tijd inactief zijn geweest, kunnen geactiveerd worden via vrijwilligerswerk.

## Vormen vrijwilligerswerk
Binnen het georganiseerd vrijwilligerswerk onderscheiden we bij de organisaties structureel vrijwilligerswerk en recentere vormen van vrijwilligerswerk.
- Structureel vrijwilligerswerk is vrijwilligerswerk dat uitgeoefend wordt in het kader van een gestructureerd verband en op frequente basis.

Een van de recentere trends binnen het vrijwilligerswerk is het episodisch vrijwilligerswerk, namelijk vrijwilligerswerk dat niet op structurele basis gedaan wordt. Deze vorm van vrijwilligerswerk biedt meer flexibiliteit, voor bijvoorbeeld zakelijke professionals die graag een bijdrage willen leveren, maar het moeilijk vinden om daar structureel tijd voor vrij te maken. Een van de bekendste voorbeelden hiervan is NL Doet, waarbij individuen en/of groepen zich kunnen aanmelden om voor een dag zich als vrijwilliger in te zetten voor de maatschappij.

## Vlaanderen
Volgens de statistieken van het APS (Vlaams bureau voor statistiek) stijgt het aantal vrijwilligers in Vlaanderen.
De wettelijke definitie van vrijwilligerswerk is sinds de nieuwe wet van 2005:
Vrijwilligerswerk is elke activiteit die onbezoldigd en onverplicht wordt verricht, ten behoeve van één of meer personen, andere dan degene die de activiteit verricht, van een groep of organisatie of van de samenleving als geheel; die ingericht wordt door een organisatie anders dan het familie- of privé-verband van degene die de activiteit verricht; en die niet door dezelfde persoon en voor dezelfde organisatie wordt verricht in het kader van een arbeidsovereenkomst, een dienstencontract of een statutaire aanstelling.
De Vlaamse overheid regelt het georganiseerd vrijwilligerswerk in de welzijns- en gezondheidssector met het decreet van 23 maart 1994.
De Federale (nationale) overheid voorziet in een Koninklijk Besluit tot oprichting van de Hoge Raad voor de vrijwilligers (B.S. 4.X.2002 en B.S. 14.VII.2003 tot de benoeming van de leden van deze Raad) en in een Wet van 3 juli 2005 betreffende de rechten van vrijwilligers. Deze wet op de rechten van de vrijwilliger is sinds 1 februari 2006 van kracht.
Verder is binnen de bestaande wetgeving in het bijzonder het arbeidsrecht (bijvoorbeeld vreemdelingen en vrijwilligerswerk), het burgerlijk recht (aansprakelijkheid) en het strafrecht (beroepsgeheim) van toepassing op vrijwilligerswerk.

#### Plichten van de vrijwilliger
Vrijwilligerswerk is niet vrijblijvend en onbetaalbaar. Het houdt een engagement in van twee partijen die elk rechten en plichten hebben.
Er is een veronderstelde verbintenis met een aantal elementen:
- sociale doelstelling
- juridisch statuut (vzw)
- verzekering (een verplichte en eventueel een extra)
- onkostenregeling
- geheimhoudingsplicht

De geheimhoudingsplicht wordt letterlijk overgenomen uit artikel 458 van het Belgisch Strafwetboek:
Geneesheren, heelkundigen, officieren van gezondheid, apothekers, vroedvrouwen en alle andere personen die uit hoofde van hun staat of beroep kennis dragen van geheimen die hun zijn toevertrouwd, en deze bekendmaken buiten het geval zij geroepen worden om in rechte (of voor een parlementaire onderzoekscommissie) getuigenis af te leggen en buiten het geval dat de wet hen verplicht die geheimen bekend te maken, worden gestraft met gevangenisstraf van acht dagen tot zes maanden en met geldboete van honderd frank tot vijfhonderd frank (art. 458 S.W.)
De organisatienota is het document waarin deze elementen opgenomen worden. De organisatienota meldt tevens welke activiteiten, details over de verzekeringen, integreert de eerdere vrijwilligersovereenkomst en geeft een lijst van rechten en plichten.

#### Drempels
Bepaalde maatschappelijke groepen kunnen maar beperkt aan vrijwilligerswerk doen. Zo geldt het verbod op kinderarbeid. Werkzoekenden, mensen op brugpensioen, mensen met een ziekte-uitkering en mensen die een leefloon genieten, hebben een goedkeuring nodig van hun uitbetalende overheid.
Werkzoekenden en de organisatie die het vrijwilligerswerk aanbiedt, moeten hun samenwerking binnen de 14 dagen melden. De RVA kan de toestemming tot vrijwilligerswerk weigeren. Het kan gaan om een activiteit die de beschikbaarheid voor de arbeidsmarkt, het basisprincipe voor de uitkering, in gevaar brengt. Daarnaast wordt vrijwilligerswerk geweigerd wanneer er sprake is van (onder)betaalde loonarbeid. De vrijwilliger moet dan onmiddellijk de activiteit stoppen. Een sanctie door de RVA is eventueel mogelijk.
Mensen met een ziekte-uitkering vragen toestemmen aan de adviserend geneesheer. Mensen met een leefloon delen hun vrijwilligerswerk mee aan hun dossierbeheerder bij het OCMW.

#### Aansprakelijkheid
De verschillende types aansprakelijkheid die van toepassing zijn op vrijwilligerswerk zijn :
- Buitencontractuele aansprakelijkheid
- Contractuele aansprakelijkheid
- Aansprakelijkheid voor
  - Daden van anderen
  - Zaken
  - Dieren
- Strafrechtelijke aansprakelijkheid

De organisatie heeft een verzekering "burgerlijke aansprakelijkheid" voor de organisatie en voor haar vrijwilligers. Zij is tevens aansprakelijk voor de schade aan derden (begunstigden van het vrijwilligerswerk, collega-vrijwilligers, de organisatie en buitenstaanders).
Er is een verzekeringsplicht voor de organisatie en de vrijwilligers, tijdens de activiteiten en van en naar de activiteiten. De plicht geldt voor organisaties met en zonder rechtspersoonlijkheid (feitelijke verenigingen). Er is (nog) geen verplichting voor een verzekering rechtsbijstand en lichamelijke ongevallen. Er is evenmin een recht op verzekering.
Tot de Wet van 3 juli 2005 nu toe kon er voor schade burgerlijke aansprakelijkheid beroep gedaan worden op de familiale Verzekeringspolis. Sinds deze wet ligt vrijwilligerswerk in het verlengde van het privé-leven, en is de organisatie aanspreekbaar.

#### Vergoedingen
Vrijwilligers mogen geen betaalde activiteit uitoefenen. Om de financiële drempel te verlagen mogen ze wel onkosten terugbetaald krijgen. Ze mogen een onkostennota indienen, of krijgen ze een maximumbedrag per dag, per kwartaal of per jaar. Dit bedrag is vast bepaald en wordt jaarlijks geïndexeerd.

### Vrijwilligerszorg in de organisatie
Het was lange tijd "in" om vrijwilligers als goedkoop gemotiveerde krachten te kunnen inschakelen, zonder of met heel weinig begeleiding.
Organisatie en vrijwilliger zagen de gevolgen daarvan op hun eigen manier. De organisatie zag vooral het amateurisme (de vrijwilliger die zich overschat), de ongelijke motivatie (de vrijwilliger die het te snel opgeeft, afspraken niet nakomt ...) en hoeveelheid verzet werk (een vrijwilliger is minder uren aanwezig en werkt minder hard.)
Vrijwilligers daarentegen klaagden over de onvoldoende duidelijkheid in de taakomschrijving (wat van hen verwacht werd), de ontoereikende of ontbrekende feedback (of ze het goed deden of wat bijgestuurd kon worden) en te lage waardering en/of beloning.
De begeleiding van vrijwilligers is zowel op individueel als groepsvlak, op organisatorisch vlak als op beleidsvlak een noodzaak, wil het vrijwilligerswerk blijven bestaan op een kwaliteitsvolle wijze.

#### Individuele begeleiding
Op individueel vlak zal de persoon die verantwoordelijk is voor de coördinatie van vrijwilligers een luisterend oor bieden. Hij is geen persoonlijke therapeut, en mag dit niet worden, maar maakt tijd vrij om te luisteren naar wat iemand op de lever ligt. Hij verwijst zo nodig door naar geschikte hulpverlening. Meestal heeft de vrijwilliger een afstand tot de arbeidsmarkt (lees: arbeidshandicap).

#### Groepsbegeleiding
Op groepsvlak is de coördinator een groepswerker die de samenhang bevordert door (al naargelang de groeifase waarin de groep zich bevindt) taakgericht, groepsgericht of persoonsgericht in te grijpen.

#### Organisatorische klemtonen
Op organisatorisch vlak ligt de nadruk bij organisatie, taak, betrokkenheid en ondersteuning

#### Vrijwilligersbeleid
In Vlaanderen wordt het vrijwilligerswerk ondersteund door de stads - en gemeentebesturen, de provinciale steunpunten voor vrijwilligerswerk, Belgisch Vrijwilligersnetwerk https://www.giveaday.be, het Vlaams steunpunt voor vrijwilligerswerk en de Hoge Raad voor vrijwilligerswerk. Daarnaast vormen allerlei organisaties op studiegebied (zoals de Koning Boudewijnstichting) een belangrijke steun.

### Vrijwillige inzet en aanverwante vormen van hulp
Vrijwilligerswerk is niet hetzelfde als vrijwillige inzet, dat enkel slaat op het de hulp aangeboden aan familie, vrienden, ... zonder dat men ondersteund wordt door een professionele organisatie. Hulp aan familie die professioneel ondersteund wordt, is mantelzorg. Wanneer enkel persoonlijke ervaringen een rol spelen, spreken we van zelfhulp.

## Nederland
Vanaf circa 2000 zijn er met betrekking tot vrijwillige inzet en vrijwilligerswerk duidelijk identificeerbare en voelbare trends opgekomen.
Het gaat hierbij niet zozeer om het aantal mensen dat vrijwilligerswerk doet, want dat ligt volgens het Sociaal en Cultureel Planbureau in de onderzochte periode consequent tussen de 42‐45%.
Het is vooral de verschuiving van traditionele vormen van vrijwilligerswerk naar nieuwe vormen, soms geduid door een naamsverandering naar vrijwillige inzet. Sommige van die nieuwe vormen zijn grensgebieden van het traditionele vrijwilligerswerk zoals burgerparticipatie (erg informeel) of maatschappelijke stages (erg formeel). Wat hieruit afgeleid kan worden is dat allerlei instituten en organisaties, bijvoorbeeld universiteiten, het bedrijfsleven en middelbare scholen het doen van vrijwilligerswerk in toenemende mate stimuleren. Al met al zorgen onder andere deze nieuwe vormen ervoor dat het vrijwilligerspotentieel als functie van de bereidheid, beschikbaarheid en bekwaamheid van mensen voor vrijwilligerswerk niet aan het verminderen is (Meijs et al., 2006), maar wel als zodanig door traditionele organisaties wordt gevoeld (Hustinx et al., 2009; Hustinx et al., 2011). Wel zijn er specifieke ontwikkelingen die vragen om extra aandacht om het vrijwilligerspotentieel van de Nederlandse samenleving op het huidige hoge niveau te houden.
Onderzoek naar de beleving van vrijwilligerswerk en maatschappelijk betrokken ondernemen laat zien dat Nederlandse burgers als het ware een nettokostenperceptie hanteren: als het geven de vrijwilliger of het bedrijf meer kost dan het oplevert, wordt het hoger gewaardeerd als vrijwilligerswerk of maatschappelijk betrokken ondernemen. Ook dit lijkt op basis van een onderzoek in acht verschillende landen een vrij universeel gegeven te zijn. De culturele achtergrond heeft geen invloed op de intentie om de ander te helpen, maar wel op de vorm die daarvoor wordt gekozen. Daarnaast kan de structuur van de civil society en/of het heersende non‐profitregime invloed uitoefenen op hoe filantropie binnen de institutionele context wordt vormgegeven. Nederland scoort in internationaal vergelijkend onderzoek onveranderlijk hoog.
In 2004 werd verder in de media gemeld dat oudere werkzoekenden van de sollicitatieplicht vrijgesteld kunnen worden wanneer zij vrijwilligerswerk doen. In het kader van de integratiekwestie is een veelgehoorde klacht dat nieuwe Nederlanders zich niet vaak melden als vrijwilliger bij bijvoorbeeld voetbalclubs.
Soms wordt iemand in het kader van het ontvangen van een uitkering verplicht om werk te verrichten dat voor de rest de kenmerken heeft van vrijwilligerswerk. Dit wordt wel aangeduid als "verplicht vrijwilligerswerk" (zie ook de tegenprestatie in de Participatiewet).

#### Nederlands bedrijfsleven
Behalve maatschappelijke organisaties en instellingen, omarmt ook het Nederlandse bedrijfsleven in toenemende mate actief het vrijwilligerswerk. Vanaf grofweg 1990 ontwikkelt zich werknemersvrijwilligerswerk, waarbij personeel gefaciliteerd door de werkgever vrijwilligerswerk kan doen, al dan niet onder werktijd. Hoewel veel bedrijven zich traditioneel al vrijwillig inzetten voor de samenleving in met name maatschappelijke sponsoring, lijkt er nu structurele aandacht te zijn voor werknemersvrijwilligerswerk als onderdeel van Maatschappelijk Betrokken Ondernemen (MBO). Het bekendste voorbeeld is nog steeds dat bedrijven in het kader van teambuilding een sociale uitdaging aangaan.